# Ulee Ceue
Ulee Ceue is een bestuurslaag in het regentschap Bireuen van de provincie Atjeh, Indonesië. Ulee Ceue telt 609 inwoners (volkstelling 2010).